# Montecorice
Montecorice község (comune) Olaszország Campania régiójában, Salerno megyében.

## Fekvése
A megye nyugati részén fekszik a Tirrén-tenger partján. Határai: Castellabate, Perdifumo, San Mauro Cilento és Serramezzana.

## Története
A település a 10. században felépült Sant’Arcangelo-kolostor körül alakult ki. Első említése 1532-ből származik Mont’Acorice névvel. A következő századokban nemesi birtok volt. A 19. században, amikor a Nápolyi Királyságban felszámolták a feudalizmust Castellabatéhoz csatolták. 1930-ban nyerte el függetlenségét. 

## Népessége
A népesség számának alakulása:

## Főbb látnivalói
- Santa Maria dell’Olmo-templom
- San Biagio-templom